# Copa de la Reina de Baloncesto 2013
La Copa de la Reina 2013 corresponde a la 51.ª edición de dicho torneo. Se celebró entre el 9 y el 10 de marzo de 2013 en el Pabellón Municipal Ángel Nieto de Zamora.

## Cuadro
|  | Semifinales         | Semifinales         | Semifinales         |                     |                | Final          | Final       | Final       |  |
|  | 9 de marzo          | 9 de marzo          | 9 de marzo          |                     |                | 10 de marzo    | 10 de marzo | 10 de marzo |  |
|  |                     |                     |                     |                     |                |                |             |             |  |
|  |                     |                     |                     |                     |                |                |             |             |  |
|  | Rivas Ecópolis      | Rivas Ecópolis      | 71                  |                     |                |                |             |             |  |
|  | Rivas Ecópolis      | Rivas Ecópolis      | 71                  |                     |                |                |             |             |  |
|  | Spar Uni Girona     | Spar Uni Girona     | 48                  |                     |                |                |             |             |  |
|  | Spar Uni Girona     | Spar Uni Girona     | 48                  |                     | Rivas Ecópolis | Rivas Ecópolis | 83          |             |  |
|  |                     |                     |                     |                     | Rivas Ecópolis | Rivas Ecópolis | 83          |             |  |
|  |                     |                     | Perfumerías Avenida | Perfumerías Avenida | 62             |                |             |             |  |
|  | Perfumerías Avenida | Perfumerías Avenida | Perfumerías Avenida | Perfumerías Avenida | 62             | 83             |             |             |  |
|  | Perfumerías Avenida | Perfumerías Avenida |                     |                     |                | 83             |             |             |  |
|  | Tintos de Toro      | Tintos de Toro      | 57                  |                     |                |                |             |             |  |
|  | Tintos de Toro      | Tintos de Toro      | 57                  |                     |                |                |             |             |  |
|  |                     |                     |                     |                     |                |                |             |             |  |

## Partidos

### Semifinales
| 9 de marzo de 2013 | Rivas Ecópolis                              | 71–48                                | SPAR UniGirona                                | Zamora |  |
| 13:00              | Parciales: 11–18, 22–12, 22–8, 16–10        | Parciales: 11–18, 22–12, 22–8, 16–10 | Parciales: 11–18, 22–12, 22–8, 16–10          | |  |
|                    | Estadísticas Cruz 18 Henry 7 Cruz 4 Cruz 28 | Reporte Pts Reb Asts Val             | Estadísticas Jordana 9 Sarr 6 Feaster 3 Bou 9 | Pabellón: Pabellón Ángel Nieto Asistencia: 1,700 espectadores Árbitros: Alfonso Castillo, Mendoza Holgado Televisión: Teledeporte |  |

| 9 de marzo de 2013 | Perfumerías Avenida                                    | 83–57                                 | Tintos de Toro Caja Rural                                      | Zamora |  |
| 17:00              | Parciales: 21–12, 21–20, 20–13, 21–12                  | Parciales: 21–12, 21–20, 20–13, 21–12 | Parciales: 21–12, 21–20, 20–13, 21–12                          | |  |
|                    | Estadísticas Xargay 19 Pascua 10 Fernández 6 Xargay 25 | Reporte Pts Reb Asts Val              | Estadísticas Pounds 13 Tuukkanen 10 tres jugadoras 2 Pounds 14 | Pabellón: Pabellón Ángel Nieto Asistencia: 2,000 espectadores Árbitros: Zafra Guerra, Martínez Prada Televisión: CyLTV FEBtv |  |

### Final
| 10 de marzo de 2013 | Rivas Ecópolis                                           | 83–62                                | Perfumerías Avenida                                            | Zamora |  |
| 11:00               | Parciales: 19–16, 22–25, 20–9, 22–12                     | Parciales: 19–16, 22–25, 20–9, 22–12 | Parciales: 19–16, 22–25, 20–9, 22–12                           | |  |
|                     | Estadísticas Henry 17 Henry 11 tres jugadoras 3 Henry 29 | Reporte Pts Reb Asts Val             | Estadísticas Currie 20 Pascua, Willingham 7 Xargay 4 Currie 15 | Pabellón: Pabellón Ángel Nieto Asistencia: 2,000 espectadores Árbitros: Morales Ruiz, Bravo Loroño Televisión: Teledeporte |  |

| Ganadoras de la Copa de la Reina 2013 |
| ------------------------------------- |
| Rivas Ecópolis 2º título              |